# Transport Tycoon
Transport Tycoon a Transport Tycoon Deluxe (v doslovném překladu Dopravní magnát) jsou počítačové hry, kde hráč ovládá dopravní společnost. Ta může přepravovat suroviny, zboží i pasažéry po silnici, železnici, vodě i letecky. Je možné hrát i s konkurujícími společnostmi, které ovládá počítač.
Hry vytvořil Chris Sawyer (TT roku 1994 a TTD roku 1995), TTD využívá isometrického pohledu ve dvourozměrném zobrazení s bitmapovou grafikou ve 256 barvách. Hra je označována za jeden z nejlepších dopravních simulátorů a to hlavně pro svoji hratelnost, na kterou nedokázal navázat žádný z nástupců, včetně například Chris Sawyer's Locomotion.

## Úkoly
Hra neobsahuje žádné scénáře, základní koncept je vždy stejný, lze si ale upravit některá z nastavení. Na začátku hry je vygenerován herní svět – krajina, v jejímž více či méně obtížném terénu se nachází množství vesnic a měst a též továrny a suroviny zpracovávající provozy. Účelem je budování úspěšné a prosperující dopravní firmy. Hráč, v pozici jejího ředitele, by měl na mapě nacházet místa, jejichž vzájemnou nabídku a poptávku dokáže dopravně spojit a komodity mezi těmito místy efektivně přepravovat – to jest, stavět zastávky v blízkosti průmyslových objektů či měst a v případě jiné než letecké či vodní dopravy i dopravní cestu (například železnici). A následně zde pak přepravovat výrobky, poštu či cestující v dopravních prostředcích, jež pro tento účel koupí. Dopravní prostředky pro každý ze čtyř druhů dopravy (železniční, silniční, letecká a lodní) a též pro každou přepravovanou komoditu (až na výjimky) má k dispozici, postupně s časem se objevují výkonnější a efektivnější dopravní prostředky – přibližně kopírující dobu jejich uvedení s časem ubíhajícím ve hře.
Množství komodit k přepravě (těch je k dispozici vždy 12) ve stanici je ovlivněno hodnocením jeho dopravy, jež je určeno pro každou
stanici, z které už bylo dopravováno. To samozřejmě závisí na kvalitě, spolehlivosti a i bezpečnosti přepravy.
Dopravní prostředky lze koupit v depu, kde jsou také pravidelně podrobovány servisním prohlídkám. Zatímco letiště, mola, doky, depa, nádraží, zastávky i samotné železnice jsou soukromé, silnice jsou veřejné a silniční vozidla se mohou pohybovat i po silnicích, které vybudovala jednotlivá města či konkurence.
Na smělejší projekty si hráč může půjčovat od banky, nejde to však donekonečna a navíc banka si účtuje úroky, takže je v zájmu hráče začít co nejdříve vydělávat a dluhy splatit.

## Mechanismy
Aby byl hráč odměněn za přepravu osob či zboží, musí je doručit do zastávky v oblasti, kde je po nich poptávka. V takovém případě je hráč odměněn částkou úměrnou vzdálenosti, rychlosti, jednotkové ceně a množství přepraveného zboží či osob.
Hra nabízí i možnost dotací, pokud hráč dopravuje zboží podle přání místních úřadů. Pokud hráč do jednoho roku od vyhlášení nabídky jako první dopraví produkty či pasažéry podle zakázky, bude následujících 365 dní dostávat za dopravené zboží o 50, 100, 200 či 300 % více, dle zvolené obtížnosti.
Jakákoli činnost ve městě má vliv na hráčovo hodnocení městskou správou. Pokud hráč na území města provádí činnost zahrnující bourání budov a hlavně likvidaci lesů, jeho hodnocení se snižuje. Pokud nemá dostatečné hodnocení, městská rada mu nepovolí zbourání obecních domů či silnic nebo stavbu zastávky. Doprava v daném městě nebo vysazování stromů v okolí města hráčovo hodnocení lehce zlepšuje.
Během hry dochází k vývoji měst i ekonomiky. Objevují se nové budovy, města se rozrůstají a vznikají tak nové nároky na existující dopravní sítě. Průmysl a doly vznikají, zanikají, mění se objem produkce. Vyvíjí se nové druhy dopravních prostředků, a to od parních přes dieselové vlaky až k monorailům a maglevu; staré od určitého roku přestávají být podporovány.
Dopravní prostředky mají každý svou spolehlivost, životnost a intervaly servisu, po které automaticky putují do depa (u lodí doků, u letadel do hal, jež jsou součástí letišť). Po uběhnutí životnosti každého dopravního prostředku je hráč upozorňován, aby jej vyměnil. Selhání spolehlivosti vozidla nebo plavidla se projeví zdržením, u letadel může dojít k letecké havárii. Silnice a železnice se mohou křížit (vždy kolmo), při čemž se automaticky vytvoří závory, které vozidlům znemožní na kolej vjet v momentě, kdy na nich projíždí vlak – jen v málo pravděpodobných případech, kdy vozidlo na přejezd vjede a již nestačí přejet, může dojít ke srážce – vlak tehdy skončí bez úhony, ale silniční vozidlo je odepsané.

### Přepravní byznys

#### Průmysl a jeho komodity
- Uhelný důl – těží uhlí
- Elektrárna – potřebuje uhlí
- Les – produkuje dřevo
- Pila – potřebuje dřevo, vyrábí zboží
- Ropná rafinérie – potřebuje ropu, vyrábí zboží
- Banka – potřebuje přepravu cenností do dalších bank
- Farma – produkuje hospodářská zvířata, obilí
- Továrna – potřebuje hospodářská zvířata, obilí, ocel; vyrábí zboží
- Ropné vrty (pozemní nebo podmořské) – produkují ropu
- Důl na železnou rudu – těží železnou rudu
- Ocelárna – potřebuje železnou rudu, vyrábí ocel
- pošta – viz níže

#### Osobní doprava
Cestující lze převážet mezi obcemi. Menší skupinky lidí se mohou vytvořit i na konstrukcích podmořských vrtů, odkud je lze přepravovat vrtulníky.
Potenciální počet cestujících stoupá u každé obce v místech blíže středu obce (indikované umístěním jejího názvu). S tím, jak se obec rozrůstá, může začít nabízet přepravu pošty, větší města postupně umožní přepravu zboží. U ještě větších měst (zhruba nad 1200 obyvatel) může v jedné etapě růstu přibýt banka a spolu s ní potřeba převážet cennosti. Pro silniční dopravu je přeprava pošty a lidí oddělena (existují autobusy převážející jen cestující a dopravní automobily pouze pro poštu), ale většina modelů lodí a letadel osobní dopravy dokáží též přepravovat poštu.

## Problémy ve hře
Významnou vadou ve hře je umělá inteligence (zvláště přihlédne-li se k tomu, že je možnost hrát jen s jedním lidským protihráčem). Počítač není schopen sestavit rozumně přímou trasu. Navíc často zcela zbytečně mění tvar terénu. (Jeho úpravy jsou zdarma, a ani to neovlivňuje jeho hodnocení místní správou.) AI v podstatě vynechává dopravu lodní, naopak velmi aktivní bývá při výstavbě letišť, avšak většinou se jedná o budování infrastruktury na nevhodných místech (v lesích a v polích). Snadno tak dochází rychle po vzniku k bankrotu některých počítačem ovládaných společností.
Protože součástí ekonomické simulace hry je i inflace, při jejím neustále rostoucím tempu po roce 2000 v herní časové ose dochází k takovému zvýšení cen, že žádná nová společnost již mnohdy nemůže efektivně začít. Mnohdy tak zbankrotuje pouhých pár let po svém založení, bez možnosti vůbec cokoliv provozovat.

## Vydání
Hru původně vydala MicroProse. Titul lze koupit už jen výjimečně, ale neexistuje oficiální verze pro moderní operační systémy. Většina dnešních zájemců je donucena stahovat jej jako „abandonware“.

## Další tituly

### Transport Tycoon Deluxe
Existují dvě vydání hry Transport Tycoon: Transport Tycoon a Transport Tycoon Deluxe (často označované jako TT a TTD). Verze Deluxe obsahovala navíc editor mapy (ten bylo možné později koupit i pro TT), nové prostředí a nové možnosti semaforů.
Původní TT znal jen obousměrné semafory, TTD by rozšířen o jednosměrné. Ty připouštěly průjezd jen daným směrem, pro vlaky v protisměru byl zákaz vjezdu. Toto umožnilo budování složitějších a výkonnějších železničních sítí. Mnozí z dlouhodobých hráčů TT časem vymysleli složité layouty železničních křižovatek a terminálů, umožňující efektivní průjezd desítkám vlaků bez jakéhokoliv zpoždění.
Rovněž zde bylo možné si kromě běžného počasí mírného pásu zvolit tři nová prostředí: subtropické, subarktické a země hraček. Tyto krajiny se liší nejen vzhledem, ale i typy průmyslu. Rovněž se objevují i nové výzvy, například subtropické město se nebude rozrůstat bez dodávky vody. Nově byly zapracovány i koncepty těžby dřeva v tropických pralesech, nebo zpracování papíru z vysokohorských lesů. Hře to sice přidalo na různorodosti, avšak původní mírný pás zůstal dle aktivity on-line her stále nejpopulárnější.
Rovněž došlo i k změnám v názvosloví jednotlivých dopravních prostředků. Původní Transport Tycoon využíval vozidla snažící se alespoň svými názvy (technické parametry samozřejmě vzhledem k hernímu prostředí nemohly být identické) blížit realitě, novější Transport Tycoon Deluxe však v tomto otočil a použil jména nová, vycházející hlavně z jmen designérů hry. Hráči samotní si však mohli vytvořit vlastní uživatelskou sadu jmen.

### Pokračování
Po velkém úspěchu her začal hned Chris Sawyer pracovat na jejich nástupci. V průběhu práce však změnil názor a vytvořil úplně jinou hru – RollerCoaster Tycoon. Následně vydal její druhý díl RollerCoaster Tycoon 2. Nakonec se ale k práci na pokračovaní TT vrátil a v létě 2004 vydal Chris Sawyer's Locomotion.

### TTD na dnešních počítačích
TTD se už dnes oficiálně nevyvíjí, ale fanoušci na jejím vývoji pracují dále. Josef Drexler vyvinul TTDPatch, jež odstraňuje některé nedostatky hry a umožňuje nové dopravní prostředky a krajiny. Také umožňuje hru provozovat na novějších verzích Microsoft Windows. Jedná se o patch na originální TTD. Open source projekt OpenTTD vyvíjí variantu TTD pro různé operační systémy. Jedná se o přepsání TTD. Donedávna bylo nutné využít originální grafické a zvukové soubory, nyní je možné je nahradit soubory vyvinutými komunitou. Hra umožňuje hraní ve více hráčích, změnu velikosti mapy a další rozšíření.